# Ådals-Lidens kyrka
Ådals-Lidens kyrka är en kyrkobyggnad i Näsåker i Sollefteå kommun. Den är församlingskyrka i Ådals-Lidens församling, Härnösands stift.

## Kyrkobyggnaden
Något norr om nuvarande kyrkplats fanns en medeltida stenkyrka som eldhärjades på 1600-talet. En ny ny tornlös träkyrka uppfördes där medeltidskyrkan legat. En ny klockstapel byggdes 1784 av Pehr Andersson Löfling.
Nuvarande träkyrka uppfördes åren 1817-1820 av byggmästare Eric Ersson efter ritningar av arkitekt Per Wilhelm Palmroth. Invigningen ägde rum 20 oktober 1820. Kyrkan består av långhus med kor och sakristia i öster. Kyrkan täcks av ett sadeltak och på dess östra del finns en takryttare där kyrkklockorna hänger.

## Inventarier
- Predikstolen är snidad 1844 av Zackris Persson från Lidgatu under medverkan av Nils Olof Nilsson-Nyhlén.
- En dopängel är tillverkad 1844 av en medeltida träskulptur.